# 간헐적 단식
간헐적 단식(Intermittent fasting)은 다이어트의 한 방법이다.

## 역사
7일을 주기로 1~2회 이상 열여섯 시간에서 하룻동안 굶어 극한의 배고픔 상태를 유지하면, 뱃살 두께가 얇아진다.
통칭해서 간헐적 단식이라고 하지만, 보통 세가지 종류가 언급되고 있다.
- 간헐적 단식 (IF, Intermittent fasting)
- 단식모방식단 (FMD, Fasting Mimicking Diet)
- 시간제한 식사법 (TRF, Time-restricted feeding)

FMD(Fasting Mimicking Diet)는 간헐적 단식(IF)의 부작용을 개선했다. 타임지가 선정한 영향력 있는 건강 전문가 50인에 선정된 미국 남캘리포니아(USC) 의과대학의 발터 롱고 박사는 장수와 질병의 예방법으로 단식을 추천했다. FMD를 창시했다. 쥐 실험을 통해 단식을 하면 암 발생을 억제할 수 있다는 연구 결과를 발표했다. FMD는 1주일에 2일은 24시간 단식을 하고, 일주일에 3~5번 정도 아침이나 저녁을 걸러 일상 속에서 공복감을 유지하는 방법이다.
2019년 2월 4일, SBS스페셜 끼니반란에서 총 41kg 정도를 감량하는데 성공한 라이언 스미스, 킴스미스 부부를 소개했다. 하루는 정상 식이를 하고 다음 날은 하루 한 끼만 섭취하는 Time-restricted feeding (TRF) 방식으로 41kg을 감량했다.
단식을 하면 몸에 나쁜 백색 지방이 몸에 좋은 갈색 지방으로 바뀐다고 알려졌다. 지방 조직 참조.
2016년도에 노벨 생리의학상은 오토파지(Autophagy,자가포식)의 기전을 밝혀낸 오스미 요시노리에게 돌아갔다. 이후 intermittent fasting에 대한 키워드가 활성화 되었고 이에 따른 연구가 활발해졌다.

## 부작용
- 폭식
- 위장장애

## 종교
이슬람교에서는 라마단 기간 동안 단식을 해야만 한다.
도교에서는 벽곡이라고 하여, 완전히 곡식 섭취를 중단하는 단식 수행법이 있다. 중국의 선술(仙術)에서는 단식을 벽곡 또는 단곡이라 하여 선인이 되기 위해서는 빼놓을 수 없는 수행법으로 본다. 벽곡법에는 하루나 사흘 정도 금식하거나, 수십 일 혹은 수 개월에 걸친 단식, 더 나아가 수년 혹은 수십 년 동안 음식물을 일절 먹지 않고 기로만 사는 고도의 신선술 등 다양한 방법이 있다.
호흡식가(Breatharian)는 기공 수련만 하고, 완전히 단식하는 것인데, 도교의 벽곡과 비슷하다. '호흡만으로 사는 사람'으로 궁극의 호흡식가는 물조차도 마시지 않는다. 미국 캘리포니아의 아카히와 카밀라라는 호흡식가 부부는 거의 먹지 않고, 아들과 딸을 출산하고 건강하게 살고 있다.

## 같이 보기
- 단식